# Aero Boero 260AG
O Aero Boero 260AG é uma aeronave agrícola argentina que fez seu primeiro voo em 1973. Apesar da similaridade na designação, é completamente diferente e não está relacionado com o Aero Boero AB-260.
O 260AG é um monoplano de assento único e asa baixa, com trem de pouso fixo convencional. O projeto iniciou em 1971 como AG.235/260, mas vários problemas forçaram o projeto a estagnar, com o projeto não sendo reativado até os anos 90.

## Especificações (AG.235/260)
Dados de Jane's All The World's Aircraft 1988-1989 
Características Gerais
- Tripulantes: 1 (piloto)
- Capacidade: 500 L de liquidos ou 500 kg de sólidos
- Comprimento: 7.30 m (23 ft 11 in)
- Envergadura: 10.90 m (35 ft 9 in)
- Altura: 2.04 m (6 ft 8 in)
- Área Alar: 17.30 m² (186 sq ft)
- Peso Vazio: 690 kg (1.521 lb)
- Peso Máximo de Decolagem (MTOW): 1.350 kg (2.976 lb)
- Motor: 1x Lycoming O-540-H2B5D, seis cilindros opostos, refrigerado a ar, 260 hp (194 kW);

Desempenho
- Velocidade Nunca Exceder: 250 km/h (160 mph, 130 kn);
- Alcance: 800 km (430 nmi);
- Teto de Serviço: 5,600 m (18,400 ft)